# Zhang Zhong

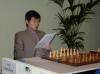
Zhang Zhong

Zhang Zhong (chinesisch 章鍾, Pinyin Zhāng Zhōng; * 5. September 1978 in Chongqing) ist ein chinesischer Schachspieler, der von 2007 bis 2017 für den Schachverband von Singapur spielte und die singapurische Staatsangehörigkeit annahm.

## Leben
Zhang, Großmeister im Schach, lernte die Schachregeln als Achtjähriger. 1996 wurde er bei der Juniorenweltmeisterschaft Zweiter. 2001 gewann er die Chinesische Meisterschaft und erreichte im selben Jahr bei der KO-Weltmeisterschaft der FIDE in Moskau die dritte Runde, wo er Wesselin Topalow mit 0,5:1,5 unterlag. 2003 gewann er das B-Turnier in Wijk aan Zee mit drei Punkten Vorsprung und nahm ein Jahr darauf am Traditionseliteturnier an gleicher Stelle teil. 2005 wurde er Asienmeister. Beim Schach-Weltpokal 2005 besiegte er in der ersten Runde Michail Kobalija, scheiterte jedoch in der zweiten Runde an Ivan Sokolov.
Seine Elo-Zahl beträgt 2614 (Stand: Dezember 2014), damit führt er die Rangliste Singapurs mit großem Abstand an. Seine bisher höchste Elo-Zahl lag bei 2667 im Juli 2001.
Er ist verheiratet mit Li Ruofan, die sowohl den Titel eines Internationalen Meisters als auch den einer Frauengroßmeisterin trägt.

## Nationalmannschaft
Zhang nahm an neun Schacholympiaden teil, 1996, 1998, 2002, 2004 und 2006 für China, 2010, 2012, 2014 und 2016 für Singapur. Sein größter Erfolg war der zweite Platz mit der chinesischen Mannschaft 2006. Außerdem erreichte er bei der Mannschaftsweltmeisterschaft 2005 sowohl mit der chinesischen Mannschaft als auch in der Einzelwertung am vierten Brett den zweiten Platz und nahm an vier asiatischen Mannschaftsmeisterschaften teil. Mit China erreichte er 1995 den zweiten Platz in der Mannschaftswertung und gewann die Einzelwertung am zweiten Ersatzbrett, belegte 1999 in der Einzelwertung den dritten Platz am dritten Brett und gewann 2003 mit der Mannschaft. Mit Singapur nahm er erstmals 2012 teil.

## Vereine
In der chinesischen Mannschaftsmeisterschaft spielte Zhang Zhong von 2005 bis 2008 für Hebei, 2009 für Chongqing Mobile und 2016 für Beijing Beiao.